# エドワード・ケアリー
エドワード・ケアリー（Edward Carey、1970年 - ）は、イギリス生まれの作家、劇作家、イラストレーター、彫塑家。

## 経歴
ハル大学演劇科卒、国立青年劇団に参加。
形成外科の記録係、ロンドンの劇場の楽屋の守衛、マダム・タッソー蝋人形館の警備員などを経て、デビュー作『望楼館追想』で注目を浴びる。
『望楼館追想』は13カ国語に翻訳された。
これまでフランス、ルーマニア、リトアニア、ドイツ、アイルランド、デンマーク、アメリカ合衆国で暮らし、現在はアメリカ合衆国テキサス州オースティン在住。
テキサス大学文学部とミッチェナー・センターで創作やおとぎ話について講義している。
妻はアメリカ人作家エリザベス・マクラッケン。

## 作品
- 『望楼館追想』（Observatory Mansions、古屋美登里訳、文藝春秋） 2002 ISBN 4-16-321320-1、のち文春文庫 2004 ISBN 4-16-766182-9、のち東京創元社 創元文芸文庫 ISBN 978-4-488-80501-2
- 『アルヴァとイルヴァ』(Alva & Irva、古屋美登里訳、文藝春秋） 2004 ISBN 4-16-323470-5
- 「私の仕事の邪魔をする隣人たちに関する報告書」（古屋美登里訳、文藝春秋『もっと厭な物語』収録） 2014 ISBN 978-4-16-790046-5 -「Unstuck#2」に掲載
- 『堆塵館』（Heap House、古屋美登里訳、東京創元社、アイアマンガー三部作1） 2016 ISBN 978-4-488-01055-3
- 『穢れの町』（Foulsham、古屋美登里訳、東京創元社、アイアマンガー三部作2） 2017 ISBN 978-4-488-01068-3
- 『肺都』（Lungdon、古屋美登里訳、東京創元社、アイアマンガー三部作3) 2017 ISBN 978-4-488-01075-1
- 『おちび』（Little、古屋美登里訳、東京創元社） 2019 ISBN 978-4-488-01098-0
- 『飢渇の人 エドワード・ケアリー短篇集』(Citizen Hunger、古屋美登里訳、東京創元社） 2021 - 日本オリジナル短篇集 ISBN 978-4-488-01108-6
「吹溜り」
「おれらの怪物」
「バートン夫人」
「アーネスト・アルバート・ラザフォード・ドッド」
「かつて、ぼくたちの町で」
「家庭で用いられる大黒椋鳥擬の歌」
「コズグレーヴ諸島」
「私の仕事の邪魔をする隣人たちへ」
「エドワード七世時代の寄せ集めの人物」
「おが屑」
「毛物」
「取りの館 アーネスト・アルバート・ラザフォード・ドッド著」
「パトリックおじさん」
「名前のない男の肖像」
「グレート・グリート」
「飢渇（きかつ）の人」
- 『呑み込まれた男』(The Swallowed Man、古屋美登里訳、東京創元社） 2022 ISBN 978-4-488-01114-7
- 『Ｂ：鉛筆と私の５００日』(B:A Year of Plagues and Pencils 古屋美登里訳、東京創元社） 2023 ISBN 978-4-488-01125-3